# Franz Josef Ignaz von Linden
Franz Josef Ignaz Reichsfreiherr von Linden (* 5. Dezember 1760 in Mainz; † 3. Januar 1836 in Stuttgart) war ein deutscher Jurist und württembergischer Politiker.

## Leben
Er entstammte der Familie Linden, aus der Ehe des Geheimen Rats und Chefs der kurmainzischen Finanzverwaltung (Direktor der Hofkammer) Johann Heinrich Freiherr von Linden (1719–1795) mit Elisabeth Ursula, geb. Freiin von Escherich (1723–1800). Franz Josef Ignaz von Linden war viermal verheiratet und hatte insgesamt acht Kinder, darunter Franz a Paula von Linden, Joseph von Linden, Ludwig von Linden und Carl von Linden.
Linden studierte Jura in Mainz und wurde zum Dr. jur. promoviert. 1785 trat er in kurmainzische Dienste und wurde Hof- und Regierungsrat in Mainz und Staatsrechtslehrer an der Universität Erfurt. Ab 1790 führte er als Gesandtschaftsrat diplomatische Verhandlungen in München und Wien. 1796 wurde er Assessor beim Reichskammergericht. Als das Reichskammergericht 1803 aufgelöst wurde, siedelte er mit seiner Familie nach Württemberg um. Er wurde Mitbesitzer und ab 1830 Eigentümer des Guts Neunthausen (Oberamt Sulz).
1807 wurde Franz Josef Ignaz von Linden Präsident des katholischen Kirchenrats in Württemberg, und 1809 Präsident des Oberjustizkollegiums in Tübingen. 1814/1815 wurde er als Bevollmächtigter zum Wiener Kongress entsandt, später war er als Staatsrat württembergischer Gesandter beim Bundestag in Frankfurt. 1817 ernannte ihn König Wilhelm zum Regierungspräsidenten des Schwarzwaldkreises in Reutlingen. Dieses Amt übte er bis 1835 aus.

## Politik
1829 wurde Linden zum lebenslangen Mitglied in der Ersten Kammer des württembergischen Landtags ernannt. Dieses Mandat übte er bis zu seinem Tod aus.
1830 wurde er mit dem Ritterkreuz des Friedrichs-Ordens geehrt.